# Ну-де-Сьен
Ну-де-Сьен (фр. Noues de Sienne) — новая коммуна на северо-западе Франции, регион Нормандия, департамент Кальвадос, округ Вир, кантон Вир-Норманди. Расположена в 39 км к югу от Сен-Ло и в 76 км к юго-западу от Кана, в 9 км от автомагистрали А84 "Дорога эстуарий". На территории коммуны находится железнодорожная станция Сен-Севе линии Аржантан-Гранвиль.
Население (2018) — 4 388 человек.

## История
Коммуна образована 1 января 2017 года путем слияния коммун: 
- Курсон
- Ле-Гаст
- Ле-Мениль-Бенуа
- Ле-Мениль-Коссуа
- Мениль-Кленшан
- Сен-Манвьё-Бокаж
- Сен-Севе-Кальвадос
- Сет-Фрер
- Фонтенермон
- Шан-дю-Буль

Центром коммуны является Сен-Севе-Кальвадос. От него к новой коммуне перешли почтовый индекс и код INSEE. На картах в качестве координат Ну-де-Сьен указываются координаты Сен-Севе-Кальвадос.

## Достопримечательности
- Церковь Норт-Дам XIII века в Сен-Севе-Кальвадос, бывшая главная церковь упраздненного аббатства
- Здание мэрии XVII века, бывшее здание аббатства
- Шато Брезери в Сен-Севе-Кальвадос
- Шато Шенель в Сен-Севе-Кальвадос
- Мотт в лесу, в 1,5 км от Сен-Севе-Кальвадос, на котором стоял средневековый замок
- Церковь Святой Анны XIII века в Шан-дю-Буль
- Церковь Святого Мартина XII века в Мениль-Кленшане
- Готическая церковь Святого Петра XV века в Сен-Манвьё-Бокаж
- Озера Гас и Ла-Дате

## Экономика
Структура занятости населения:
- сельское хозяйство — 17,8 %
- промышленность — 8,7 %
- строительство — 8,4 %
- торговля, транспорт и сфера услуг — 24,0 %
- государственные и муниципальные службы — 41,1 %

Уровень безработицы (2017) — 10,3 % (Франция в целом —  13,4 %, департамент Кальвадос — 12,5 %). 

Среднегодовой доход на 1 человека, евро (2018) — 19 190 (Франция в целом — 21 730, департамент Кальвадос — 21 490).

## Администрация
Пост мэра Ну-де-Сьен с 1 января 2017 года занимает Жорж Равенель (Georges Ravenel), до этого бывший мэром коммуны Сен-Манвьё-Бокаж.
На муниципальных выборах 2020 года возглавляемый им независимый список победил в 1-м туре, получив 65,54 % голосов.
| Период | Период | Фамилия       | Партия | Примечания                          |
| ------ | ------ | ------------- | ------ | ----------------------------------- |
| 2017   |        | Жорж Равенель |        | бывший мэр коммуны Сен-Манвьё-Бокаж |

## Города-побратимы
- Нидердорфельден, Германия

## Галерея

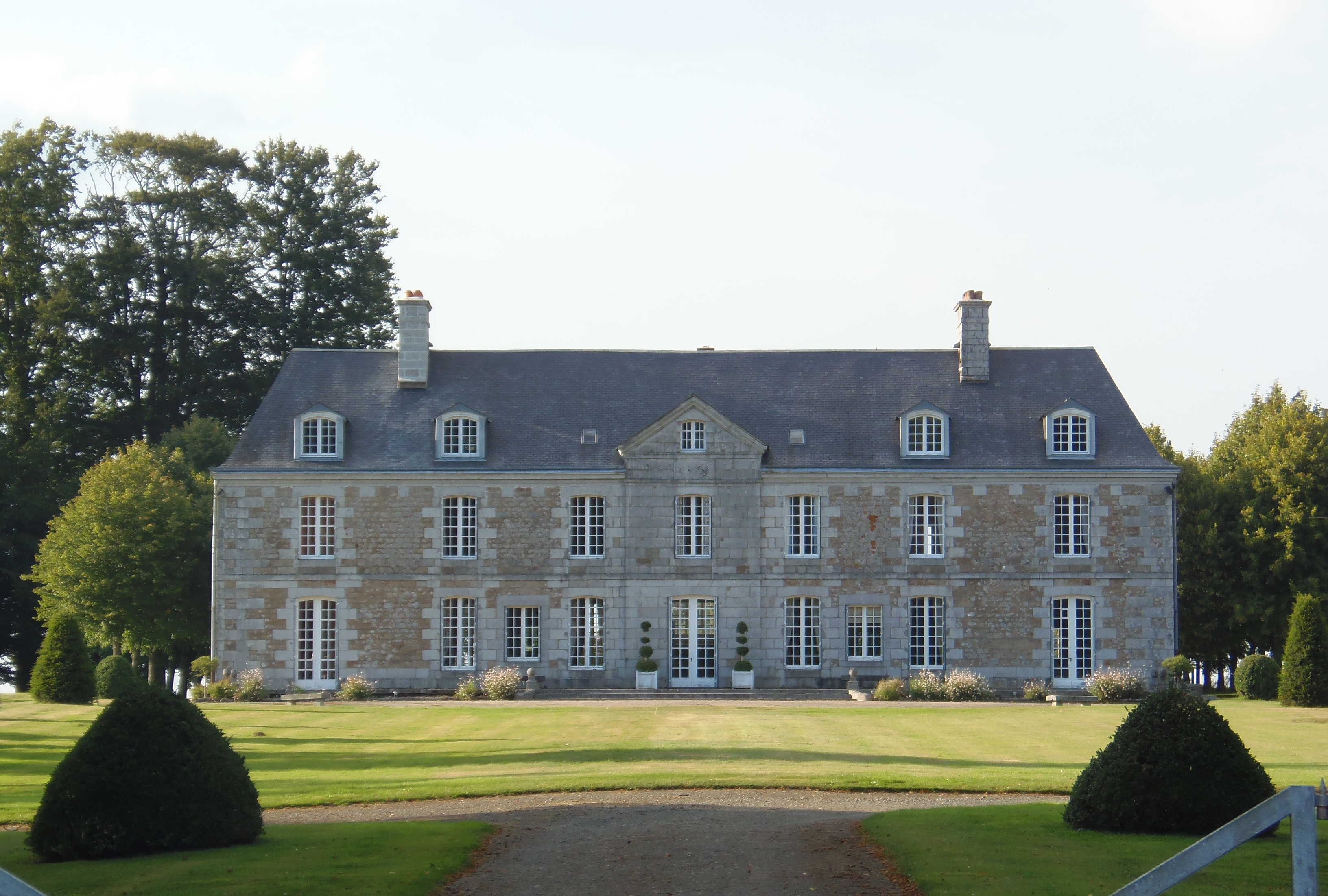
Шато Брезери
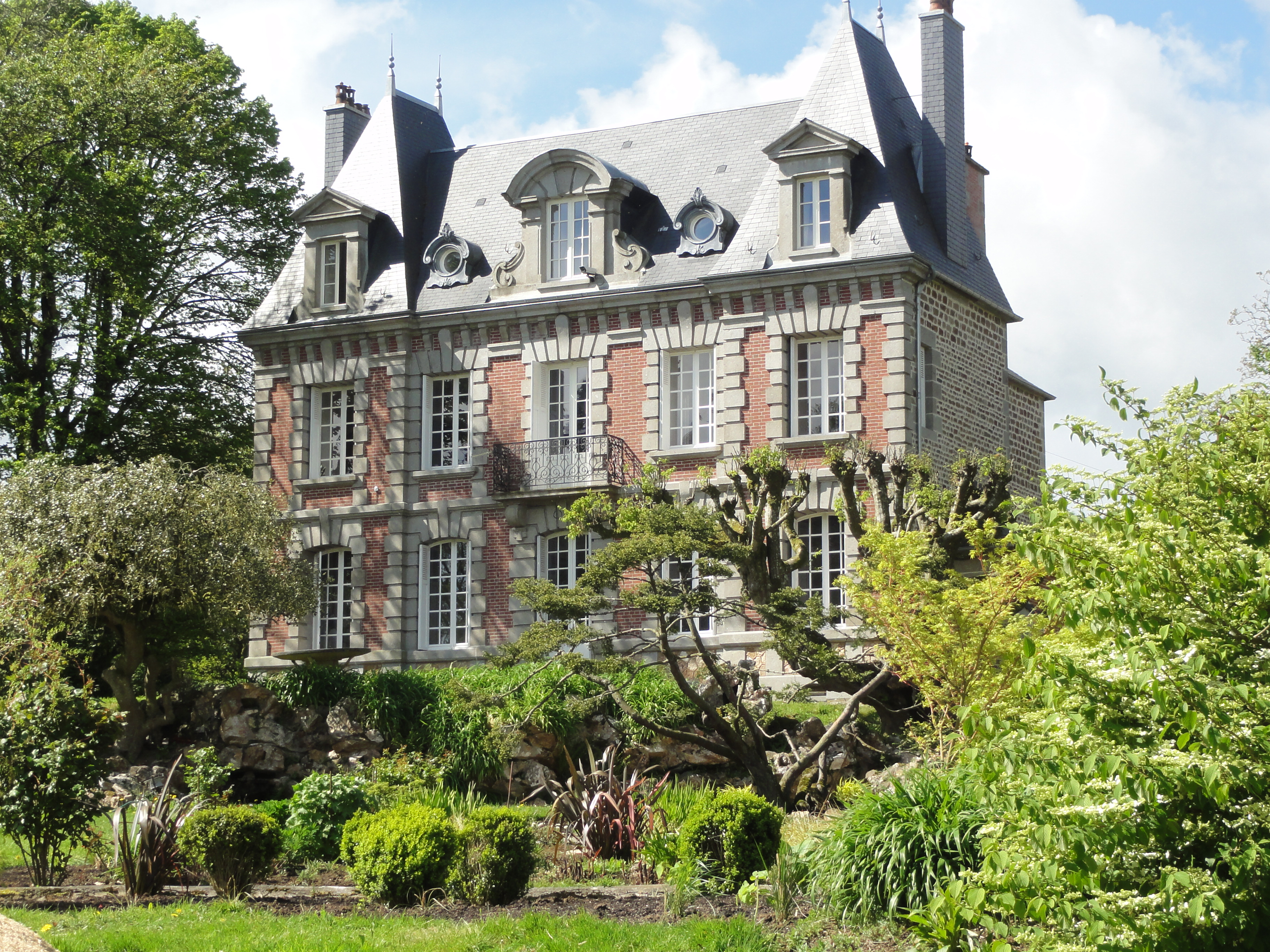
Шато Шенель
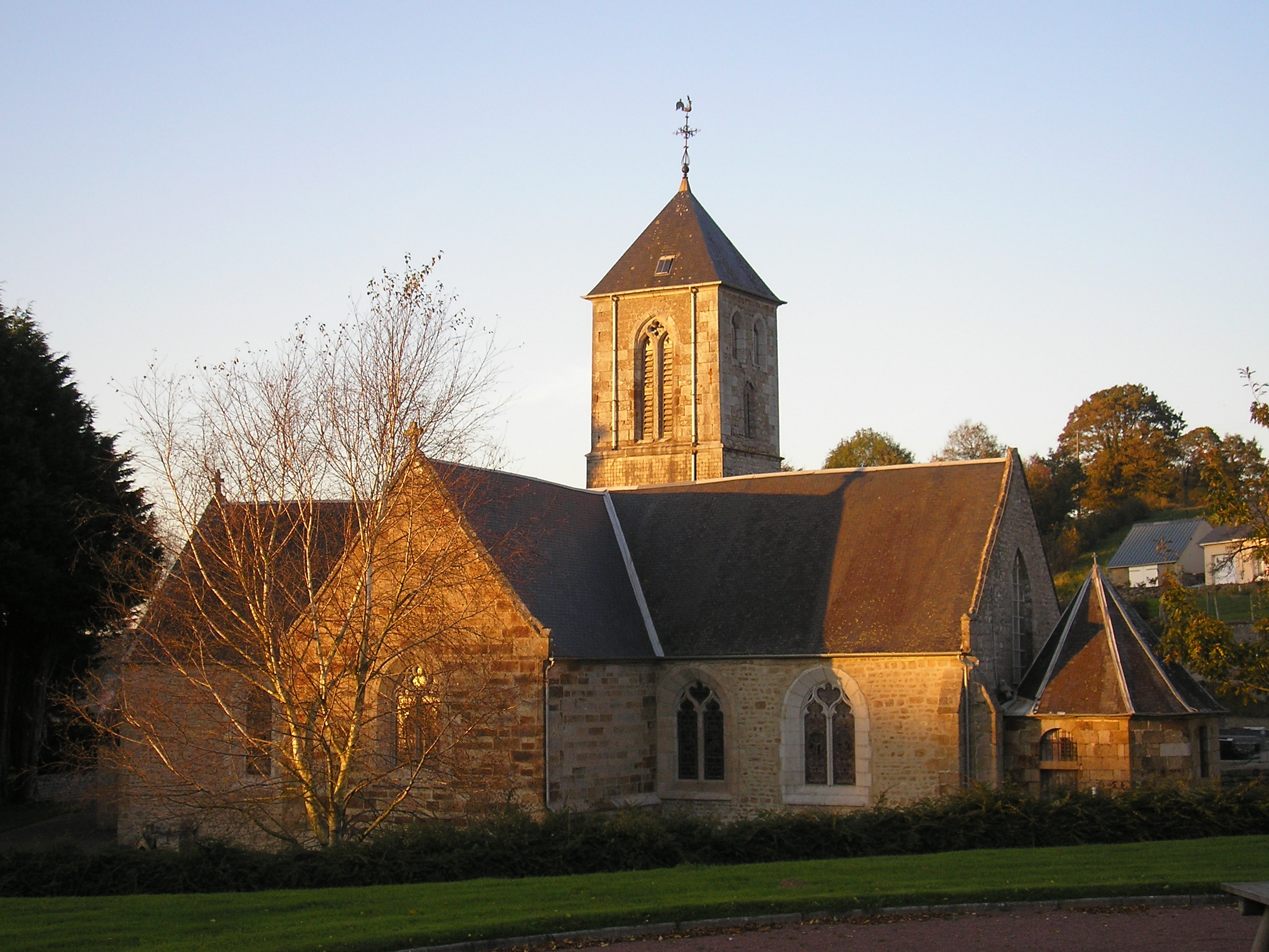
Церковь Святого Петра
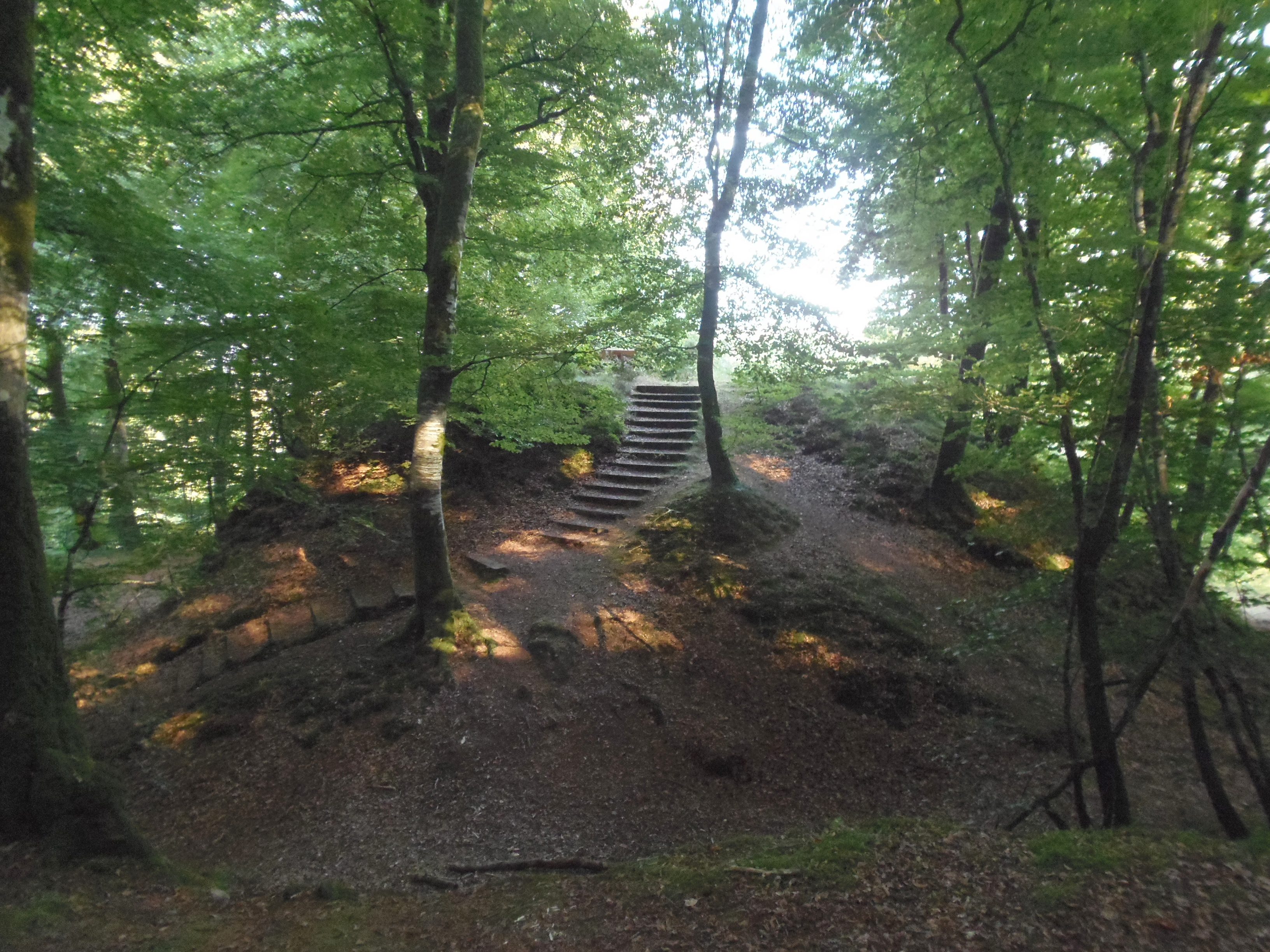
Мотт
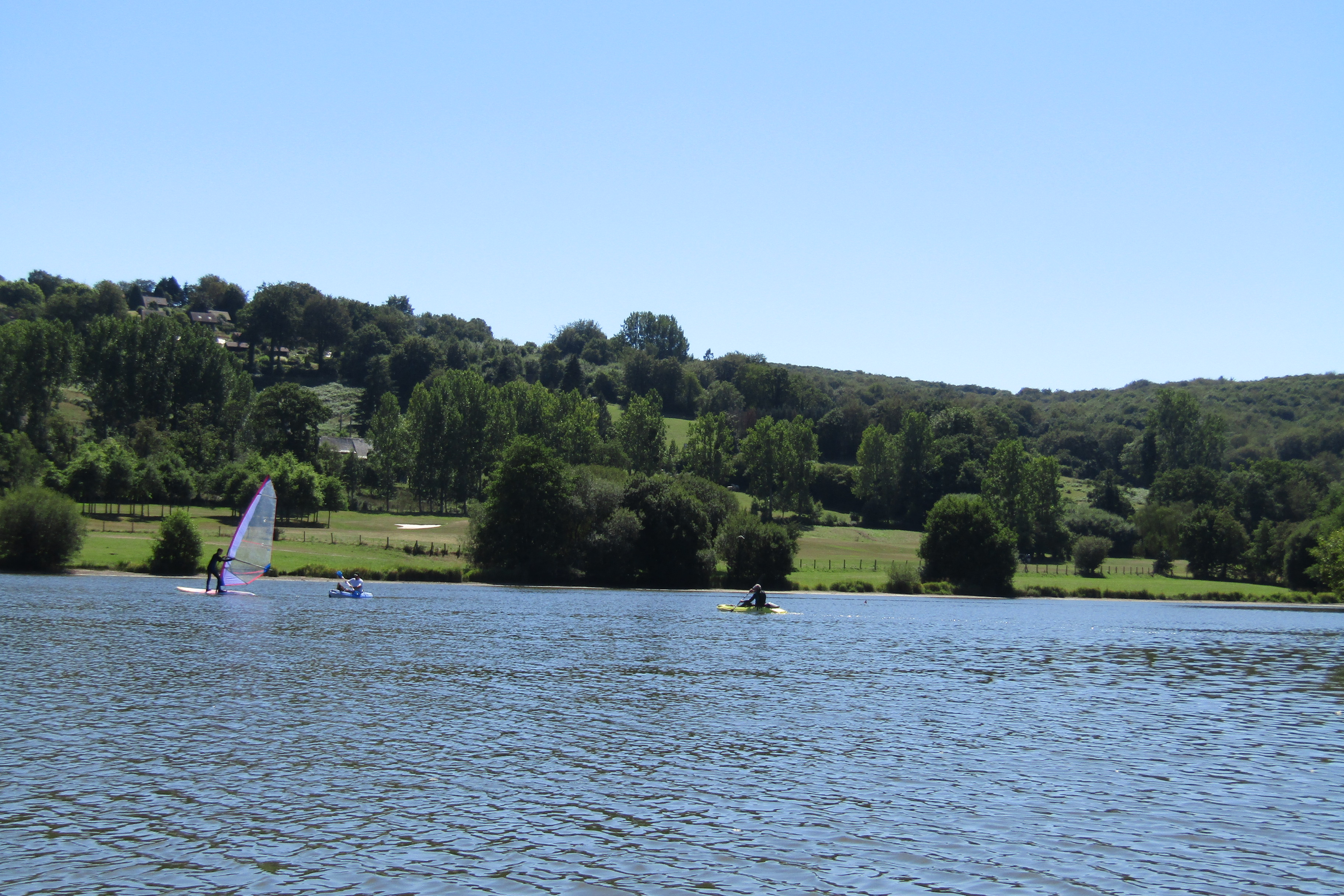
Озеро Ла-Дате